# Slobodan Dubajić
Slobodan Dubajić (1963. február 19. –) szerb válogatott labdarúgó.

## Nemzeti válogatott
A jugoszláv válogatottban egy mérkőzést játszott.

## Statisztika
| Szerb válogatott | Szerb válogatott | Szerb válogatott |
| Időszak          | Mérk.            | gól              |
| ---------------- | ---------------- | ---------------- |
| 1994             | 1                | 0                |
| Összesen         | 1                | 0                |